# Peter Sobotta
Peter Sobotta (* 11. Januar 1987 in Zabrze, Polen) ist ein ehemaliger polnisch-deutscher Mixed-Martial-Arts-Kämpfer, der im Weltergewicht antrat. In seiner Karriere trat er zuletzt in der weltweit größten MMA-Organisation, der Ultimate Fighting Championship (UFC), an.
Seine UFC-Karriere begann Sobotta in seinem zehnten Kampf gegen Paul Taylor in Köln. Allerdings verlor er diesen Kampf. Sobotta sollte dann am 14. November 2009 gegen DaMarques Johnson antreten, musste diesen Kampf wegen seines zu leistenden Zivildienstes absagen.
Sein nächster Kampf fand am 12. Juni 2010 gegen James Wilks statt. Knapp verlor Sobotta diesen Kampf nach Punkten. In seinem zwölften Kampf am 13. November traf der Balinger bei UFC 122 in Oberhausen auf Amir Sadollah und verlor. Im Jahr 2014 bestritt Peter sein Comeback in der UFC. Dieses fand am 31. Mai 2014 in Berlin statt. Peters Gegner war Pawel Pawlak, gegen den er einstimmig nach Punkten gewann. Am 20. Juni 2015 besiegte er an gleicher Stelle den Australier Steven Kennedy. Bei der Veranstaltung UFC 183 in Melbourne, Australien, am 14. November 2015 kämpfte er gegen den Australier Kyle Noke.

## MMA-Statistik
| Ergebnis   | Profi-Rekord | Gegner                                | Datum              | Veranstaltung                                 | Methode                                           | Runde | Zeit |
| ---------- | ------------ | ------------------------------------- | ------------------ | --------------------------------------------- | ------------------------------------------------- | ----- | ---- |
| Sieg       | 1-0          | Christian „Bridge“ Bruckner           | 24. Oktober 2004   | FFC - International MMA Championships         | Aufgabe (Arm-Triangle Choke)                      | 1     | 2:11 |
| Sieg       | 2-0          | Peter Salzgeber                       | 19. November 2005  | UCS - Fighting Day 2                          | Aufgabe (Rear-Naked Choke)                        | 1     | 0:33 |
| Sieg       | 3-0          | Peter Micuch                          | 23. April 2006     | FFC - Heaven or Hell                          | TKO (Schläge)                                     | 1     | 3:15 |
| Sieg       | 4-0          | Hendrik „Fast Hands“ Nitzsche         | 15. Oktober 2006   | FFC - Battle for the Belt                     | TKO (Schläge)                                     | 1     | 3:15 |
| Niederlage | 4-1          | Nelson „Unbreakable“ Siegert          | 15. Oktober 2006   | FFC - Battle for the Belt                     | Aufgabe (Schläge)                                 | 2     | 4:38 |
| Sieg       | 5-1          | Robin Dutry                           | 14. Juni 2008      | Outsider Cup 9                                | Aufgabe (Armbar)                                  | 1     | 1:11 |
| Sieg       | 6-1          | Simon Fiess                           | 12. Juli 2008      | FFA - Eastern German MMA Championships        | TKO (Schläge)                                     | 1     | 0:38 |
| Sieg       | 7-1          | Dominique Stetefeld                   | 12. Juli 2008      | FFA - Eastern German MMA Championships        | Aufgabe (Triangle Choke)                          | 1     | 4:38 |
| Sieg       | 8-1          | Kerim Abzailov                        | 13. September 2008 | KSW - Extra                                   | TKO (Schläge)                                     | 3     | 1:12 |
| Niederlage | 8-2          | Paul „Relentless“ Taylor              | 13. Juni 2009      | UFC 99 - The Comeback                         | Punktentscheidung (einstimmig)                    | 3     | 5:00 |
| Niederlage | 8-3          | James „Lightning“ Wilks               | 12. Juni 2010      | UFC 116 - Liddell vs. Franklin                | Punktentscheidung (einstimmig)                    | 3     | 5:00 |
| Niederlage | 8-4          | Amir Sadollah                         | 13. November 2010  | UFC 122 - Marquardt vs. Okami                 | Punktentscheidung (einstimmig)                    | 3     | 5:00 |
| No Contest | 8-4-1        | „The Tasmanian Devil“ Borys Mankowski | 5. November 2011   | MMAA - MMA Attack                             | Unentschieden (durch den Veranstalter umgeändert) | 3     | 3:00 |
| Sieg       | 9-4-1        | Marius Panin                          | 24. März 2012      | EMS - Middleweight Tournament Opening Round   | Aufgabe (Rear-Naked Choke)                        | 1     | 1:20 |
| Sieg       | 10-4-1       | Juan Manuel „Juanma“ Suarez           | 27. April 2012     | MMAA - MMA Attack 2                           | Aufgabe (Rear-Naked Choke)                        | 1     | 2:18 |
| Sieg       | 11-4-1       | Branimir „Gorilla“ Radosavljevic      | 10. November 2012  | R2F - Casino Fight Night 3                    | Aufgabe (Rear-Naked Choke)                        | 1     | 0:35 |
| Sieg       | 12-4-1       | Mustafa Asmaoui                       | 10. November 2012  | R2F - Casino Fight Night 3                    | Aufgabe (Rear-Naked Choke)                        | 1     | 1:27 |
| Sieg       | 13-4-1       | Tamirlan „Gorginio“ Dadaev            | 10. November 2012  | R2F - Casino Fight Night 3                    | Aufgabe (Rear-Naked Choke)                        | 1     | 2:10 |
| Sieg       | 14-4-1       | Pawel „Plastinho“ Pawlak              | 31. Mai 2014       | UFC Fight Night 41 - Munoz vs. Mousassi       | Punktentscheidung (einstimmig)                    | 3     | 5:00 |
| Sieg       | 15-4-1       | „The Steamrolla“ Steve Kennedy        | 20. Juni 2015      | UFC Fight Night 69 - Jedrzejczyk vs. Penne    | Aufgabe (Rear-Naked Choke)                        | 1     | 2:57 |
| Niederlage | 15-5-1       | Kyle „KO“ Noke                        | 14. November 2015  | UFC 193 - Rousey vs. Holm                     | TKO (Tritt gegen Körper & Schläge)                | 1     | 2:01 |
| Sieg       | 16-5-1       | Nicolas „Lokomotivo“ Dalby            | 3. September 2016  | UFC Fight Night 93 - Arlovski vs. Barnett     | Punktentscheidung (einstimmig)                    | 3     | 5:00 |
| Sieg       | 17-5-1       | Ben „Killa B“ Saunders                | 28. Mai 2017       | UFC Fight Night 109 - Gustafsson vs. Teixeira | TKO (Schläge & Knie)                              | 2     | 2:29 |
| Niederlage | 17-6-1       | Leon „Rocky“ Edwards                  | 17. März 2018      | UFC Fight Night 127 - Werdum vs. Volkov       | TKO (Schläge)                                     | 3     | 4:59 |
| Niederlage | 17-7-1       | Alex Oliveira                         | 26. Juli 2020      | UFC on ESPN: Whittaker vs. Till               | Punktentscheidung (einstimmig)                    | 3     | 5:00 |